# Yendé
Pour les articles homonymes, voir Yende.
Yendé est un village de la commune de Meiganga situé dans la région de l'Adamaoua et le département du Mbéré au Cameroun, à proximité de la frontière avec la République centrafricaine.

## Population
En 1967, Yendé comptait 128 habitants, principalement Gbayas. Lors du recensement de 2005, 211 personnes y ont été dénombrées.